# Villafrechós
Villafrechós es una localidad y un municipio de España perteneciente a la provincia de Valladolid, en la comunidad autónoma de Castilla y León. La localidad es conocida por sus almendras garrapiñadas. En 2017 contaba con una población de 491 habitantes.

## Geografía
Ubicación
La localidad está situada a una altitud de 738 m s. n. m. El municipio es atravesado en su zona noroccidental por el río Navajos, también conocido como arroyo Bustillo o Ahogaborricos, afluente del Valderaduey. Limita con Morales de Campos, Santa Eufemia del Arroyo, Barcial de la Loma, Villamuriel, Villabrágima y Palazuelo de Vedija. Su territorio está representado en la hoja MTN50 309 (MTN25 309 II y IV) —residualmente en la MTN50 310— del Mapa Topográfico Nacional. La localidad está situada al norte de los Montes Torozos, en plena comarca natural de Tierra de Campos.
| Noroeste: Barcial de la Loma    | Norte: Villamuriel de Campos | Noreste: Palazuelo de Vedija |
| Oeste: Santa Eufemia del Arroyo |                              | Este: Villabrágima           |
| Suroeste: Cabreros del Monte    | Sur: Tordehumos              | Sureste: Morales de Campos   |

## Historia
Edad Antigua
Se han encontrado asentamientos vacceos, en torno al 400 a. C.: Villagonzalo (Santa Eufemia del Arroyo-Villafrechós); y en la fase imperial romana del siglo I han aparecido yacimientos de terra sigillata: El Convento, Vega del Ahogaborricos, Rotos del Bustillo (Villafrechós), San Miguel (Santa Eufemia del Arroyo-Villafrechós).
Edad Contemporánea
A comienzos del siglo XX, en 1904, la localidad y la comarca fueron testigos de una serie de revueltas y huelgas campesinas, motivadas por la subida del precio del trigo y la miseria de la población, teniendo buen arraigo doctrinas de índole socialista. El 21 de enero de 1904 el alcalde de la localidad llegó a pedir refuerzos a la Guardia Civil para frenar las revueltas. Al estallar la guerra civil española, la localidad pasó rápidamente a la zona bajo control nacional, al igual que la mayor parte de Castilla y León, con lo que quedó alejada de los combates.
En el pueblo nació Salvador Bezos, el abuelo paterno del fundador de Amazon, Jeff Bezos.

## Demografía
Cuenta con una población de 468 habitantes (INE 2024).

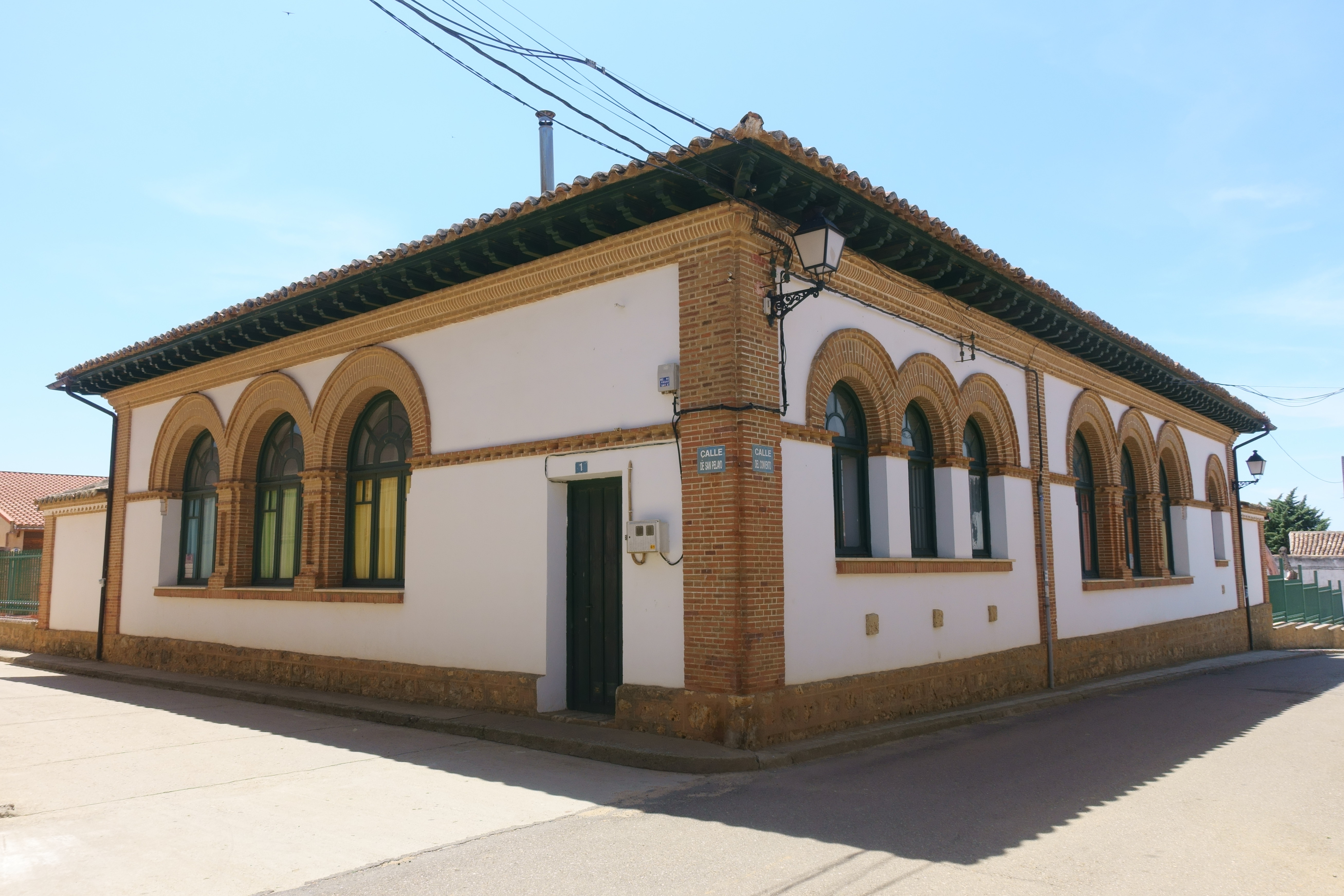
Escuelas

| Gráfica de evolución demográfica de Villafrechós entre 1842 y 2021                                                    |
| |
| Población de derecho según los censos de población del INE. Población de hecho según los censos de población del INE. |

## Símbolos
El escudo heráldico que representa al municipio fue aprobado oficialmente el 25 de septiembre de 2006 con el siguiente blasón:

«Escudo medio cortado y partido, timbrado por corona real cerrada. Primero, sobre campo de plata, un león rampante de púrpura, linguado, uñado y armado de gules, coronado de oro. Segundo, sobre campo de gules, un castillo de oro con tres almenas, mamposteado de sable y aclarado de azur. Tercero, en campo de oro, tres jirones de gules, con bordadura jaquelada de oro y gules en tres órdenes. En punta, de sinople, dos espigas de trigo de oro, dispuestas en sotuer.»
Boletín Oficial de Castilla y León nº 196 de 10 de octubre de 2006

Bandera: «Bandera de proporciones 2:3, terciada en alto. En el primer tercio, al asta, de color rojo. El segundo, o central, de color verde. El tercero, al batiente, de color amarillo. Al centro, el escudo municipal».[cita requerida]

## Administración y política
| Periodo   | Nombre                     | Partido |
| --------- | -------------------------- | ------- |
| 1979-1983 | Eladio Ares                | UCD     |
| 1983-1987 | Eladio Ares                | AP      |
| 1987-1991 | Paulino Guerra             | PP      |
| 1991-1995 | Paulino Guerra             | PP      |
| 1995-1999 | Paulino Guerra             | PP      |
| 1999-2003 | Paulino Guerra             | PP      |

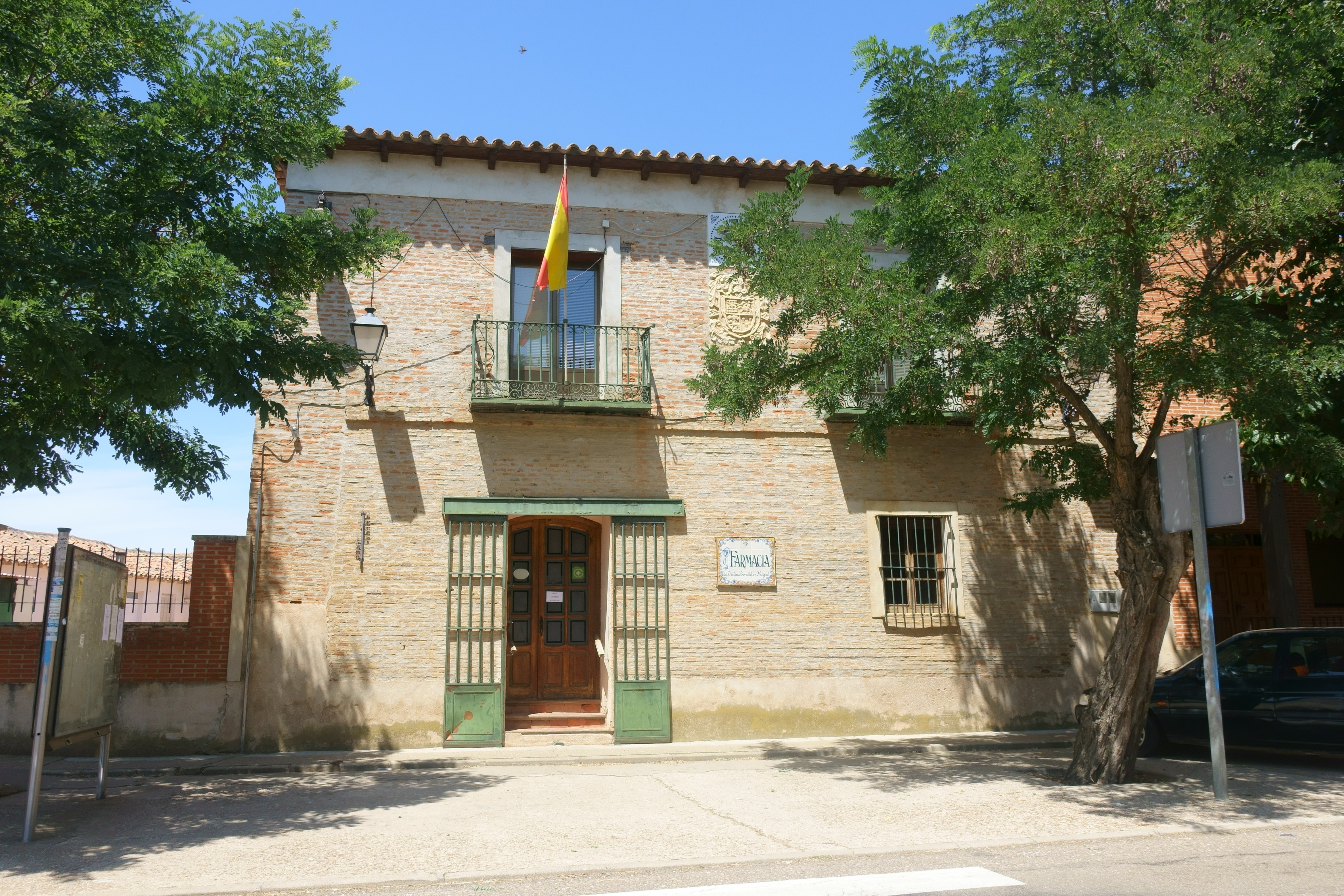
Casa consistorial

| 2003-2007 | Miguel Ángel Gómez Vaquero | PSOE    |
| 2007-2011 | Miguel Ángel Gómez Vaquero | PSOE    |
| 2011-2015 | Miguel Ángel Gómez Vaquero | PP      |
| 2015-2019 | Miguel Ángel Gómez Vaquero | PP      |
| 2019-2023 | Miguel Ángel Gómez Vaquero | PP      |

## Patrimonio

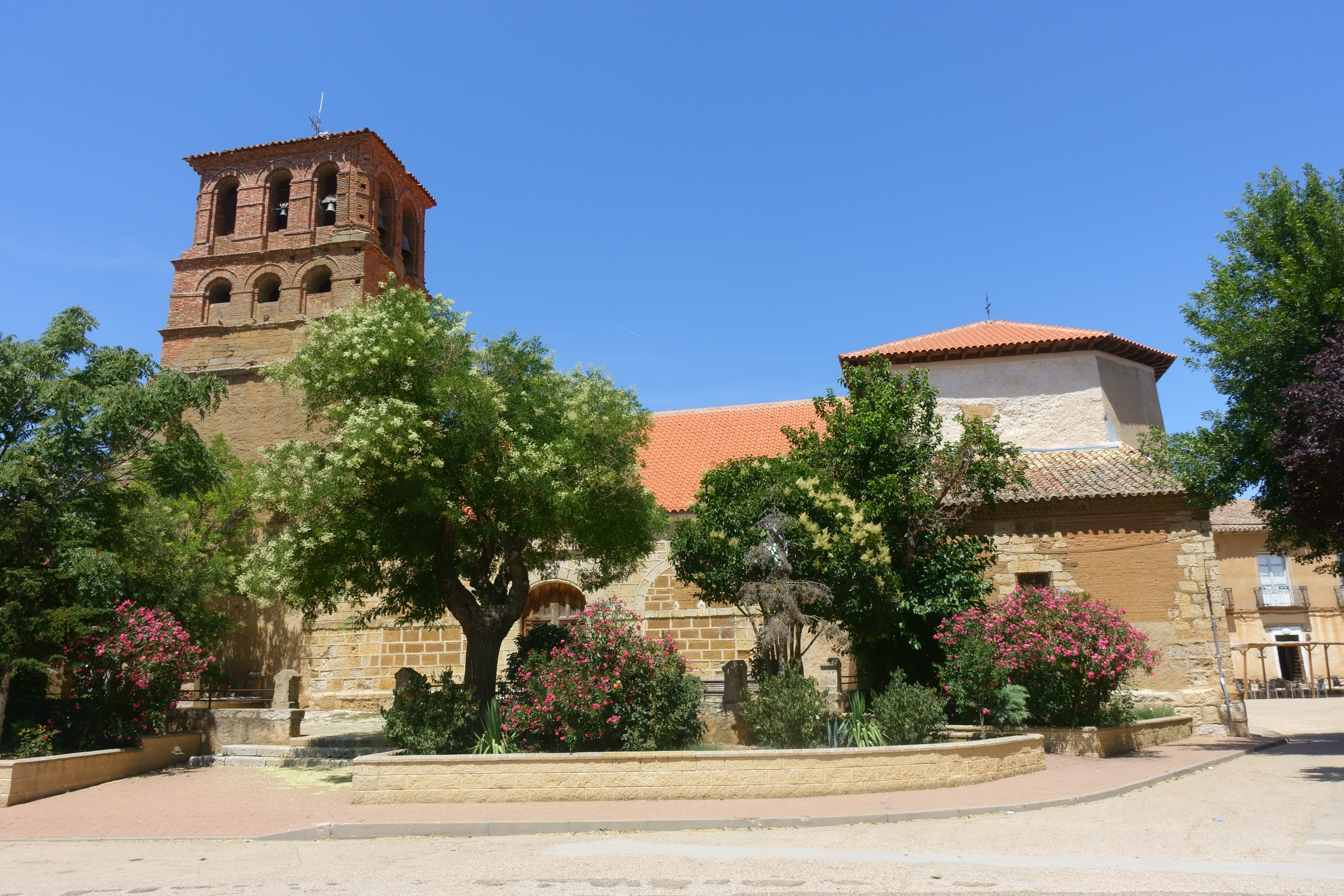
Iglesia de San Cristóbal

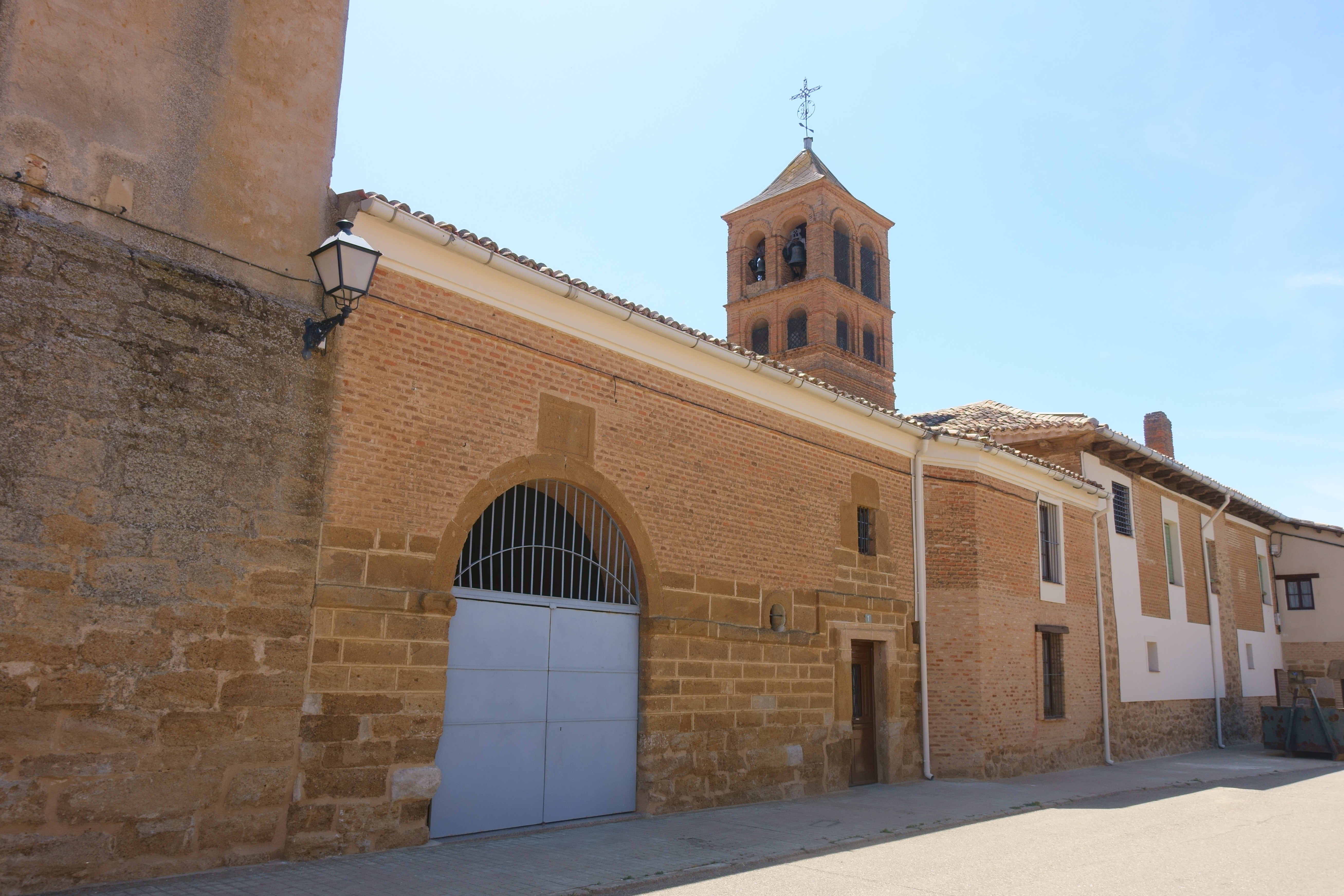
Convento de Santa Clara

- Iglesia de San Cristóbal: construida en piedra entre los siglos XV y XVI, con tres naves separadas por pilares que sostienen arcos apuntados.
- Convento de Santa Clara: de estilo gótico, edificado durante el siglo XV. De tapial y ladrillo, con una sola nave, cubierta de crucería estrellada.
- Ermita de Nuestra Señora de Cabo: del siglo XVII, edificada en ladrillo, con nave cubierta con armadura a par y nudillo. Cúpula sobre el crucero y bóveda de cañón en la capilla mayor.
- Escuelas Sofía López.
- Palomares: se aprovechaba la palomina y los palominos.

## Cultura

### Fiestas
- Quince días después de Jueves Santo: San Isidoro.
- El ocho de septiembre es la fiesta importante de la Virgen de Cabo. Dentro de estas fiestas está la tradicional suelta de la «Vaca Enmaromada», declarada «Espectáculo Taurino Tradicional» por la Junta de Castilla y León en 2008.[12]

### Gastronomía
La localidad es conocida por sus almendras garrapiñadas.
El término municipal está comprendido dentro de las áreas con indicación geográfica protegida del «Lechazo de Castilla y León» y de la «Lenteja Pardina de Tierra de Campos».